# Окружна Світлана Артемівна
Світлана Арцьомівна Окружна (белор. Акружная Святлана Арцемаўна) (26 січня 1947, Чернівці, Українська РСР, СРСР) ― народна артистка Білорусі (1991), член Ради Республіки Національного зборів Республіки Білорусь (2000—2008).

## Біографія
Народилася в родині військовослужбовця в Чернівцях, закінчила школу у Львові, після чого вступила до Білоруського театрально-художнього інституту (клас народного артиста УРСР професора Дмитра Орлова), закінчила його в 1969 році.
Після інституту постійно живе у Вітебську, провідна актриса Національного академічного драматичного театру імені Якуба Коласа.
З 2000 по 2008 роки була заступником голови Постійної комісії Ради Республіки Національного зборів Республіки Білорусь з питань освіти, науки, культури та гуманітарних питань, входила до складу Міжпарламентської асамблеї православ'я.
Лауреат премії «За материнську мужність» імені Зінаїди Туснолобової-Марченко (1996). У 1997—1998 рр. отримала титул «Жінка року» (Кембридж, Велика Британія). У 2002 році нагороджена призом «Кришталева Павлинка» Білоруського союзу театральних діячів. У 2005 році удостоєна міжнародної «Премії миру» Американського біографічного інституту (США). Лауреат «За духовне відродження» (2006). Нагороджена медаллю (1997) і орденом (2007) Франциска Скорини. У 2007 році нагороджена Почесною грамотою Адміністрації Президента Республіки Білорусь.
Займається благодійністю, надає допомогу інвалідам. Входить до складу президії Вітебський обласної та міської організацій ГО «Білоруський союз жінок», президії Вітебської обласної та міської організацій ГО «Білоруське товариство Червоного Хреста», президії Вітебської обласної організації ГО «Білоруський фонд Миру».
В 1997 році режисер Олена Трофименко зняла документальний фільм «Світлана».
У 2003 році Світлана Окружна видала книгу «Все прожити — і щоб серце не розбилося», в якій актриса розмірковує про театральне мистецтво і розповідає про свою боротьбу за життя сина Дмитра. Значення і масштаб акторського дарування Світлани Окружної яскраво підтверджують і розкривають висловлювання про неї театрознавців, рецензентів, колег і партнерів, поетів і літературознавців, журналістів та глядачів.
У 2011 році Вітебська обласна бібліотека [Архівовано 6 січня 2012 у Wayback Machine.] випустила бібліографічний покажчик «Світлана Окружна. Все життя без антракту». Про життя і творчість Світлани Окружної опубліковано близько 500 статей.

## Творчість
У репертуарному аркуші Світлани Окружної понад 60 вистав.
Відмінна професійна підготовка, висока сценічна культура, працьовитість, творча ініціатива дозволили Світлані Окружній зайняти провідне місце в коласівській трупі. Навіть найперші її роботи ― Анютка («Влада темряви» Льва Толстого), Четвертак («А зорі тут тихі…» Бориса Васильєва), Інга («Солов'їна ніч» Валентина Єжова), Дочка («Затюканий апостол» Андрія Макайонка) звернули на себе увагу критики і театральної громадськості.
За виконання ролі Франки у виставі «Хам» за однойменним романом Елізи Ожешко була удостоєна диплома «За кращу жіночу роль» на міжнародному театральному фестивалі «Слов'янські театральні зустрічі» (Брянськ, Російська РСФР, 1990) та премії профспілок УРСР (1991).
Найбільш значні роботи свідчать про безперервне професійне зростання акторської майстерності Світлани Окружної. Серед них: Доріс («Коханці з Каліфорнії» Б. Слейда), Еліна Макропуласа («Рецепт Макропуласа» Карела Чапека), Жанна («Жанна» п'єса «Жайворонок» Жана Ануя), Мадам («Марлен…Марлен…» Д. Мінчонка), Катерина Іванівна («Катерина Іванівна» Леоніда Андрєєва), Шарлотта («Вишневий сад» Антона Чехова), Лаура («Батько» Августа Стріндберга), Васса («Васса» Максима Горького), Сессілія Робсан («Квартет» Р.Харвуда), Клара Цехонасьян («Візит дами» Ф.Дюрренматта).
Світлана Окружна удостоєна дипломів «За кращу жіночу роль» на міжнародних фестивалях «Слов'янські театральні зустрічі» (Гомель, 2003 рік — за роль Катерини Іванівни в однойменній виставі) і «Біла вежа» (Брест, 2004 рік — за роль Лаури у виставі «Батько»).
На запрошення приймаючої сторони Окружна організувала поїздки творчих груп коласовського театру на міжнародний театральний фестиваль в Туреччину (2004, 2005), де також були високо відзначені критиками її акторські роботи (Катерина Іванівна, Лаура). Знімається актриса у кіно. Найбільш популярні кінороботи за її участю: «Друга осінь», «Затюканий апостол», «Плач перепелиці».
Двічі Окружна висувалася на Державну премію Білорусії — за роль Анни Карпілової у фільмі «Плач перепелиці» і за роль Катерини Іванівни у виставі «Катерина Іванівна».
Петербурзький театрознавець Ольга Скорочкіна: "Світлана Окружна ― одна з найгарніших, найзагадковіших, елегантних актрис білоруської сцени… За всіма ознаками вона ― «блакитна зірка», яка знає таємниці і правила «світіння».
Режисер, заслужений діяч мистецтв Борис Ерін: «Очевидно одне: Світланина променистість. Ніколи не здогадаєшся, звідки береться найкраще в сценічних персонажах С.Окружної. Я підхоплюю кимось сказане про неї: „Зіркою світитися…“. Вірно! І це світіння сприймає не тільки глядач. Її емоційний вплив на партнера по сцені заразливий та захоплюючий».
Заслужений діяч мистецтв Білорусі Семен Казимировський: «Вона актриса на всі часи. Мрію про те, щоб режисери зрозуміли, що такі квіти, природа народжує не часто…».
Режисер паризького театру «Одеон», експерт Ради Європи Елле Малка: "Я вважаю вас однією з найкращих виконавиць ролі Еліни у виставі «Рецепт Макропуласа» в Європі і дуже хотів би поставити з вами «Дами з камеліями».
Доктор мистецтвознавства, професор Тетяна Котович: «Її дорога між вогнем і полум'ям, дорога страждання і хреста визначилася в особистому житті і на сцені. Вона не обирала цю дорогу, дорога вибрала її. Їй залишилося тільки вирішувати, як вона по цій дорозі піде і чи можна пройти її з прямою спиною. Вона пройшла. Театр нагородив її відмінними сюжетами, чудовими режисерами, чудовими партнерами, відомими сценографами, талановитими модельєрами. На багатьох великих гастролях її називали кращою, інтеллектуалкою…»

## Театральні роботи
- Анютка («Влада темряви» Л.Толстого)
- Інга («Солов'їна ніч» В.Єжова)
- Четвертак («А зорі тут тихі…» Б. Васильєва)
- Дочка («Затюканий апостол» А.Макайонка)
- Катрін («Матінка Кураж» Б.Брехта)
- Неллі («Принижені і ображені» А.Толстого)
- Данута («Клеменс» К.Саї)
- Олена («Острів Олени» Е.Шабана)
- Аліса Флоринська («Плюшева мавпочка в дитячому ліжечку» М.Яблонської)
- Маргарита («Генрі IV» В.Шекспіра)
- Франка («Хам» Е.Ожешко)
- Таня («Прощання в червні» А.Вампілов)
- Люба («Московський хор» Л.Петрушевської)
- Боббі Митчэл («Цей пристрасно закоханий» Н.Саймона)
- Люба («Московський хор» Л.Петрушевської)
- Ольга («Старий будинок» А.Казанцева)
- Доріс («Коханці з Каліфорнії» Б.Слейда)
- Емілія («Рецепт Макропулуса» К.Чапека)
- Жанна («Жанна» Ж.Ануя)
- Мадам («Марлен, Марлен…» Д.Мінченка)
- Актриса («Любовний танок» А.Шніцлера)
- Катерина Іванівна («Катерина Іванівна» Л.Андрєєва)
- Шарлотта («Вишневий сад» А.Чехова)
- Ганна («Під сонцем» В.Маслюка)
- Актриса («Любовний танок» А.Шніцлера)
- Лаура («Батько» А.Стрінберга)
- Мартіна («Лікар мимоволі» Ж.-Б.Мольєра)
- Васса («Васса» М.Горького)
- Сиссилия Робсон («Квартет» Р.Харвуда)
- Клара («Візит дами» Ф.Дзюрренматта)

## Фільмографія
- Запит (1971)
- Затюканий апостол (1983)
- Плач перепелиці (1990)
- Падіння вгору (1998)

## Нагороди та премії
- Почесне звання «Народний артист Білорусі» (1991)
- почесне звання «Народний артист Білорусі» (1976)
- Медаль Франциска Скорини (1997)
- Орден Франциска Скорини (2007)
- Премія імені Героя Радянського Союзу З. Туснолобовой-Марченко «За материнську мужність» (1996)
- приз Білоруського союзу театральних діячів «Кришталева Павлинка» (2002)
- «Жінка року-2004» (об'єднана культурна конвенція США при відділенні Американського біографічного інституту)
- Премія Миру від об'єднаної культурної конвенцією США при відділенні Американського біографічного інституту (2005)
- Лауреат премії Президента Республіки Білорусь «За духовне відродження» (2005)
- Почесна грамота Адміністрації Президента Республіки Білорусь за значний внесок у розвиток білоруської парламентаризму, формування і вдосконалення національного законодавства (2007)